# 菅沼氏
菅沼氏（すがぬまし）は、武家・士族だった日本の氏族のひとつ。家紋は菅沼三つ目（元は丸に釘抜き紋を使用、『寛政系図』には江戸初期に六ツ釘抜きなどに変更とある）など。

## 来歴
菅沼氏の出自は駿河国の駿河大森氏族の大沼氏の流れをくむ説が有力だが、あるいは島田満貞の孫定直（木和田安逵の子）が三河国額田郡菅沼郷（愛知県新城市作手菅沼）に移り住んで、菅沼定直と称したことから始まるとしたり、土岐頼忠の孫と称する植村光兼の子の菅沼資長を祖とするなど美濃守護職を務めた土岐氏の一族を自称している。菅沼氏の一族は東三河を中心に広く分布し、島田菅沼氏のほか、有力支族として野田菅沼氏、田峯菅沼氏、長篠菅沼氏、都田菅沼氏などがあった。
特に野田菅沼氏の菅沼定則は、当初今川氏親に属して遠州攻略戦に協力したほか、松平清康の宇利城攻略戦にも協力し、東三河の有力氏族としての地位を獲得していく。また、野田城を築いたのも定則である。その後、菅沼氏は三河へ進出してきた今川氏に従うが、定則の孫定盈の代になり、独立を果たした松平元康に他の支族とともに従った。その後、家康と武田信玄の戦いの中で菅沼一族の多く（菅沼定忠など）が武田方に寝返る中、定盈は野田城の戦いでは捕虜となるも、家康に忠節を尽くした。
その後、徳川家康の関東転封に従って、菅沼一族も関東に移住したが、この時、定盈のみが上野阿保藩を立藩している。その後、江戸時代に入り、この定盈の系譜が大名となり、阿保藩から伊勢長島藩、近江膳所藩、丹波亀山藩に転じたものの、菅沼定昭の代に無嗣改易となった。しかし、定盈以来の功績により、定昭の弟・定実に7,000石を、同じく弟・定賞に3,000石をそれぞれ新知され、旗本として家名の再興が許されている。特に定実の系譜は交代寄合として、菅沼氏に所縁のある三河国額田郡新城に知行されている。
また、その他の一族も越前福井藩主となった結城秀康の家臣となった一族や、紀州藩主となった徳川頼宣の家臣となった一族などがいる。
幕末維新期の交代寄合菅沼家の当主菅沼定長は維新に際して早期に朝廷に帰順して朝臣に転じて本領を安堵され、中大夫席に列し、同席の触頭も務めた。明治2年（1869年）に中大夫席以下の称が廃されるに伴い、菅沼家は東京府士族に編入。定長は華族になることを狙い、明治3年（1870年）1月14日に「藩列歎願書」を東京府に提出し、新田地も加えれば万石以上になること、維新後諸侯に列した生駒家などと同じ規模の家臣団があることなどを上げて諸侯昇格を嘆願したが、不許可となった。 
明治17年（1884年）に施行された華族令で華族が五爵制になった際に定められた『叙爵内規』の前の案である『華族令』案や『叙爵規則』案（『爵位発行順序』所収）では元交代寄合が男爵に含まれており、菅沼家も男爵候補に挙げられているが、最終的な『叙爵内規』では交代寄合は対象外となったため結局菅沼家は士族のままだった。